# Chamaecrista nomame
Chamaecrista nomame är en ärtväxtart som först beskrevs av Franz e Wilhelm Sieber, och fick sitt nu gällande namn av Hiroyoshi Ohashi. Chamaecrista nomame ingår i släktet Chamaecrista och familjen ärtväxter. Inga underarter finns listade i Catalogue of Life.